# Lebenswege – das Online-Migrationsmuseum Rheinland-Pfalz
Lebenswege – das Online-Migrationsmuseum Rheinland-Pfalz ist ein ausschließlich digitales Museum der rheinland-pfälzischen Landesregierung, das vor allem anhand von Zeitzeugen-Videos im Sinne der Oral History die Migrationsgeschichte von Rheinland-Pfalz darstellt. Lebenswege war in seinem Gründungsjahr 2009 das erste und ist nach wie vor das einzige rein virtuelle Migrationsmuseum einer Landesregierung in Deutschland. Es gehörte zudem bei seiner Gründung mit zu den ersten digitalen Museen in Deutschland überhaupt. Redaktionell verantwortlich für Lebenswege ist das Ministerium für Familie, Frauen, Kultur und Integration Rheinland-Pfalz. Medienpartner des virtuellen Museums ist der SWR.

## Inhalt des Museums
Lebenswege präsentiert zwei Dauerausstellungen: eine zur rheinland-pfälzischen Arbeitsmigrationsgeschichte, die andere zur Geschichte der Russlanddeutschen mit dem Titel Das Russlands-Deutsche Haus. Letztere Ausstellung basiert auf der realen Wanderausstellung Das Russlands-Deutsche Haus, welche die Evangelische Kirche von Westfalen entwickelt hat und die von 2003 bis 2014 bundesweit an mehr als 70 Ausstellungsorten über 100.000 Besucher angezogen hatte.  Mit der Übernahme von „Das Russlands-Deutsche Haus“ konservierte das Online-Museum die analoge Ausstellung im virtuellen Raum. 
Daneben bietet das digitale Museum Sonderausstellungen an, die sich größtenteils mit den Anwerbeabkommen der Wirtschaftswunderzeit beschäftigen, aber auch mit dem Thema Flüchtlinge. 2016 präsentierte Lebenswege eine Sonderausstellung zur Migrationsgeschichte von Rheinhessen anlässlich des 200-jährigen Jubiläums dieser rheinland-pfälzischen Region, die den von dort stammenden Schriftsteller Carl Zuckmayer mit zum Begriff seiner Völkermühle Europas inspiriert hat.  2021 kam eingebettet in das bundesweite Jubiläumsjahr 1700 Jahre jüdisches Leben in Deutschland die Sonderausstellung "Jüdisches Leben in Rheinland-Pfalz" hinzu.
Mittlerweile haben Besucher aus mehr als 70 Ländern das Internet-Museum besucht. Lebenswege erfährt zudem regelmäßige Berichterstattung in rheinland-pfälzischen und überregionalen Medien.

## Lebenswegeals Objekt der Wissenschaft
Das rheinland-pfälzische Migrationsmuseum ist auch selbst Gegenstand wissenschaftlicher Forschungen. So war Lebenswege etwa Teil eines Symposiums des Dokumentationszentrums und Museums über die Migration in Deutschland, ist Thema von wissenschaftlichen Vorträgen oder Bestandteil von wissenschaftlichen Arbeiten.
2013 veranstaltete Lebenswege zudem in Kooperation mit dem Landesmuseum Mainz eine bundesweite Fachtagung zum Thema „Migrationsgeschichte im Museum“.  
Das Museum ist mittlerweile auch Bestandteil didaktischen Materials für Lehrkräfte sowie Thema in Schulbüchern.

## Lebenswege vor Ort
Unter dem Motto Lebenswege vor Ort präsentiert sich das digitale Museum immer wieder in der realen Welt, etwa durch Gesprächsrunden mit Zeitzeugen aus dem Museum. Dabei war Lebenswege auch schon in analogen Museen zu Gast, beispielsweise im Landesmuseum Mainz anlässlich der Mainzer Museumsnacht oder dem Dokumentationszentrum der deutschen Demokratiebewegung Hambacher Schloss. Das Online-Museum ist außerdem immer wieder Unterrichtsobjekt an rheinland-pfälzischen Schulen und besucht diese auch aktiv.